# Kanadská národní galerie
Kanadská národní galerie (anglicky National Gallery of Canada, francouzsky Musée des beaux-arts du Canada) je galerie umění v kanadském městě Ottawa. Vznikla roku 1880, roku 1913 byla zákonem National Gallery Act prohlášena za národní galerii a roku 1988 se přestěhovala do současné budovy, jejímž architektem je Moshe Safdie. Stálá sbírka galerie obsahuje přes 93 tisíc uměleckých děl zejména evropských, amerických, asijských, kanadských a domorodých kanadských umělců. Galerie má také sbírku fotografií, kterou spravuje organizace Canadian Photography Institute.

## Ukázky

### Kanadská sbírka

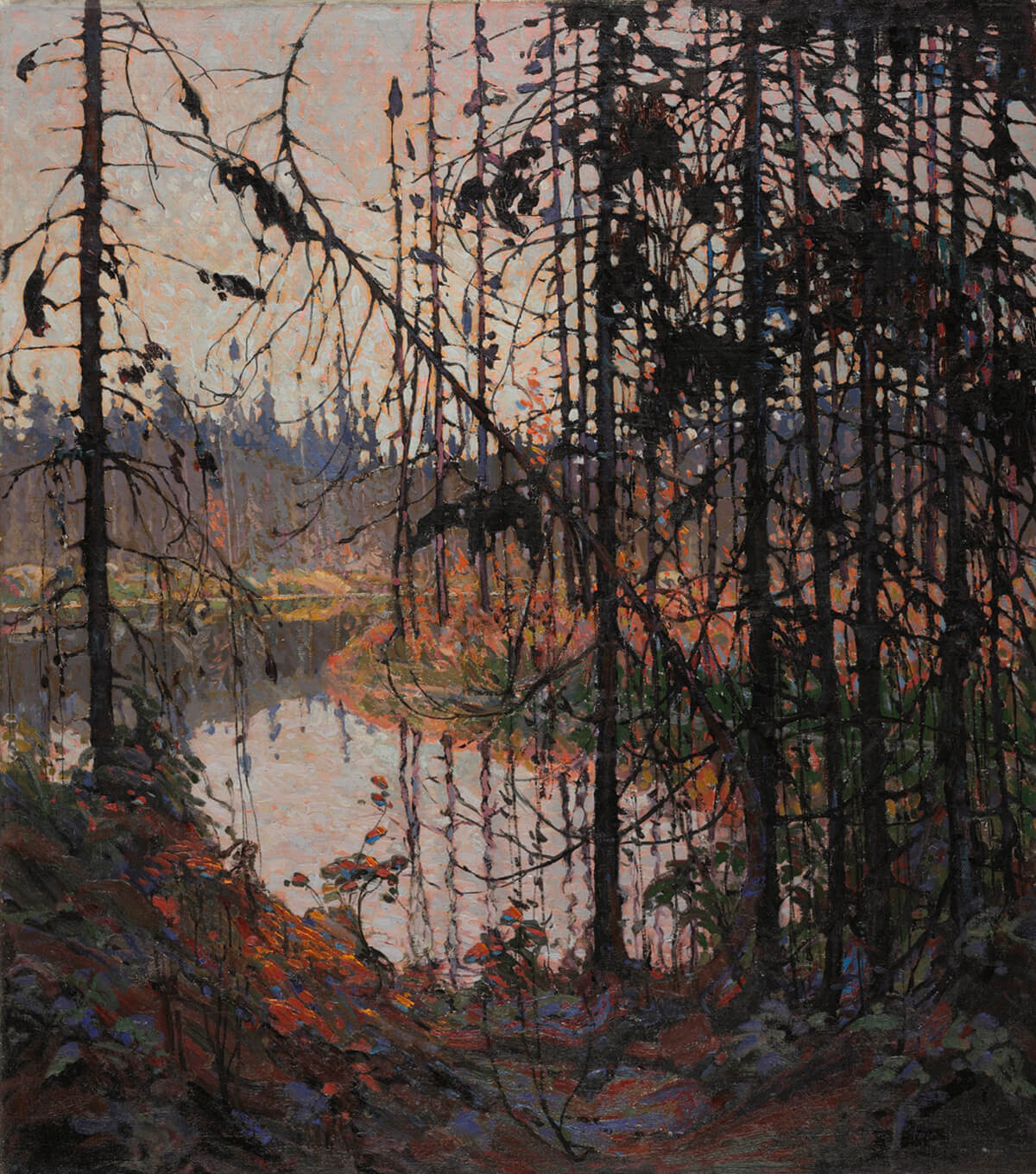
Tom Thomson, Severní řeka, 1914–15
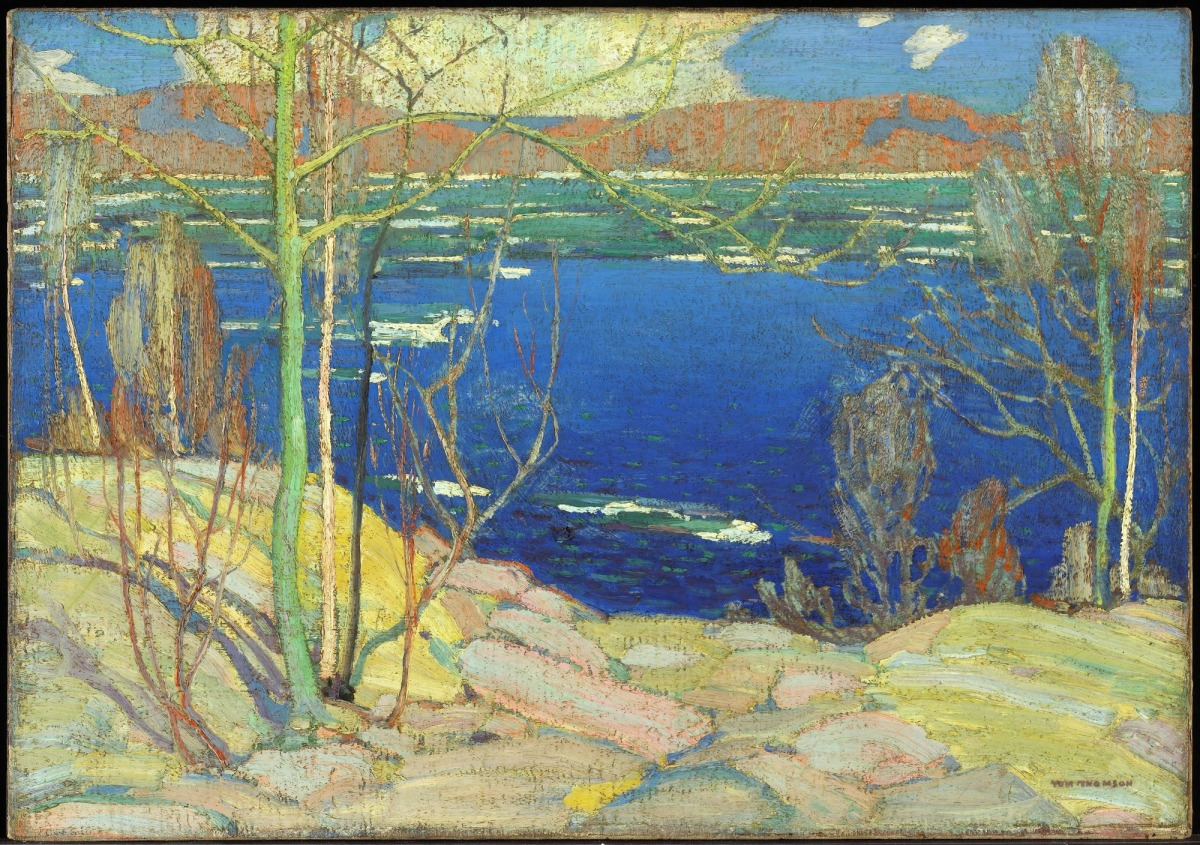
Tom Thomson, Jarní led, 1915–16
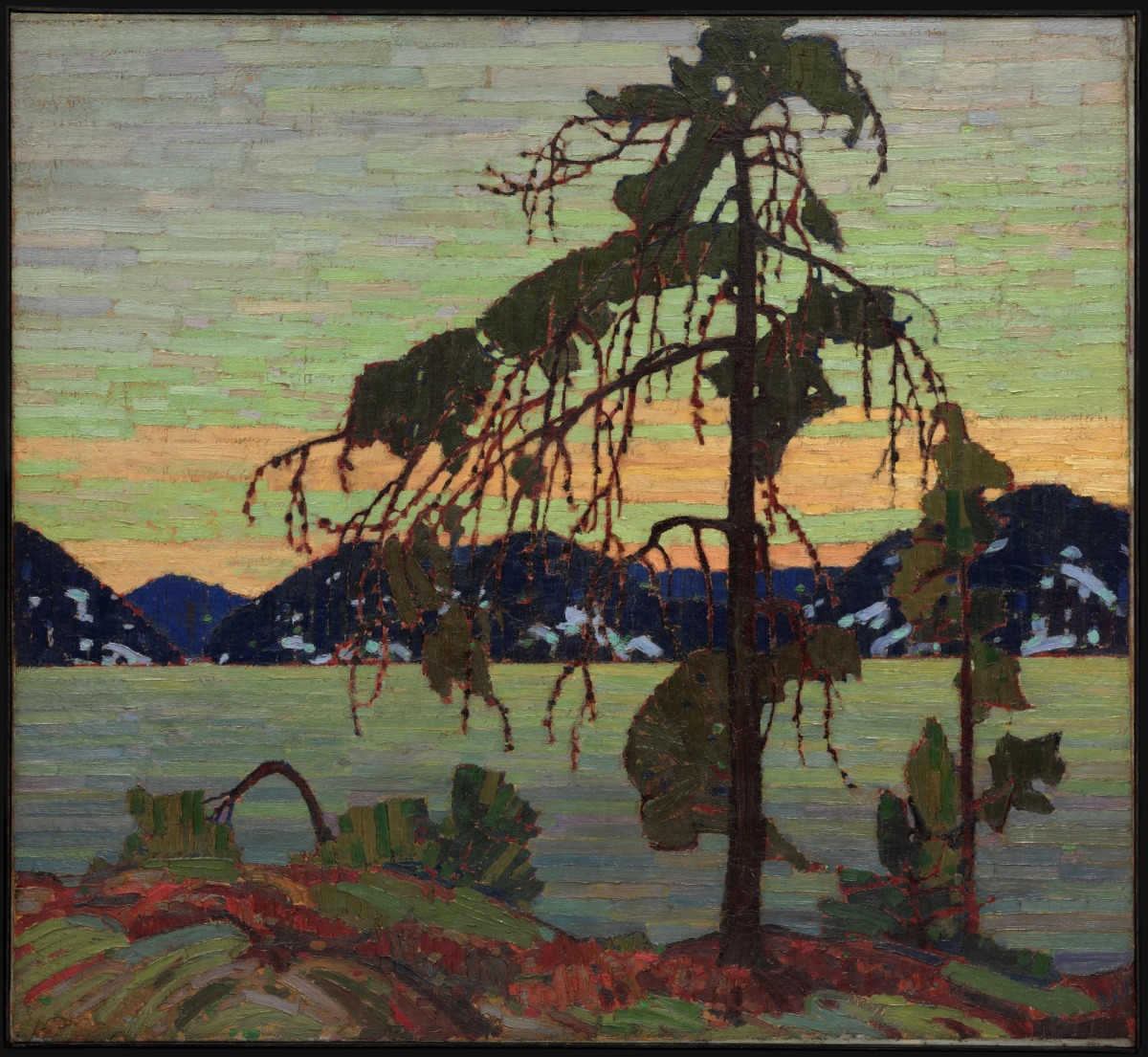
Tom Thomson, Borovice banksovka, 1916–17
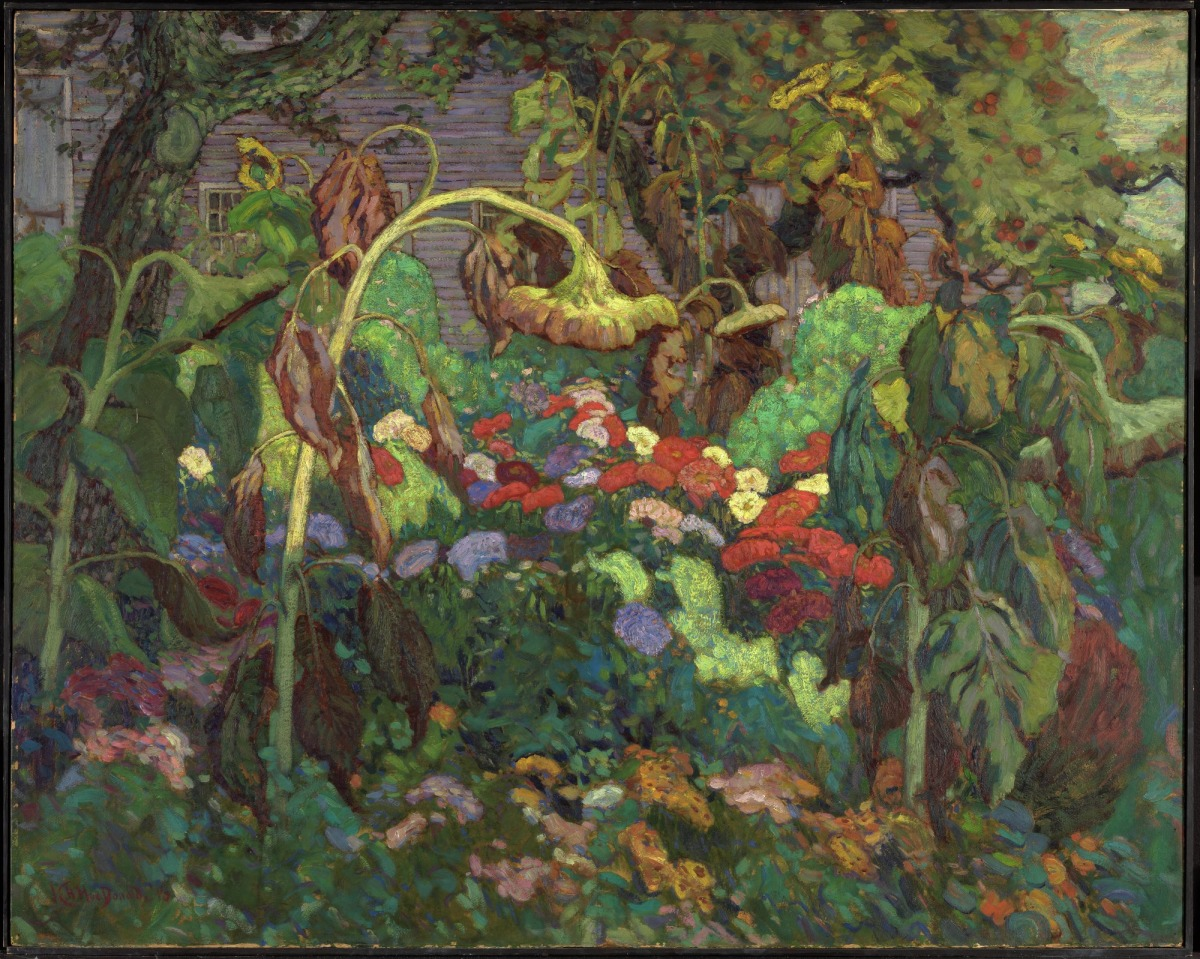
J. E. H. MacDonald, Pestrá zahrada, 1916
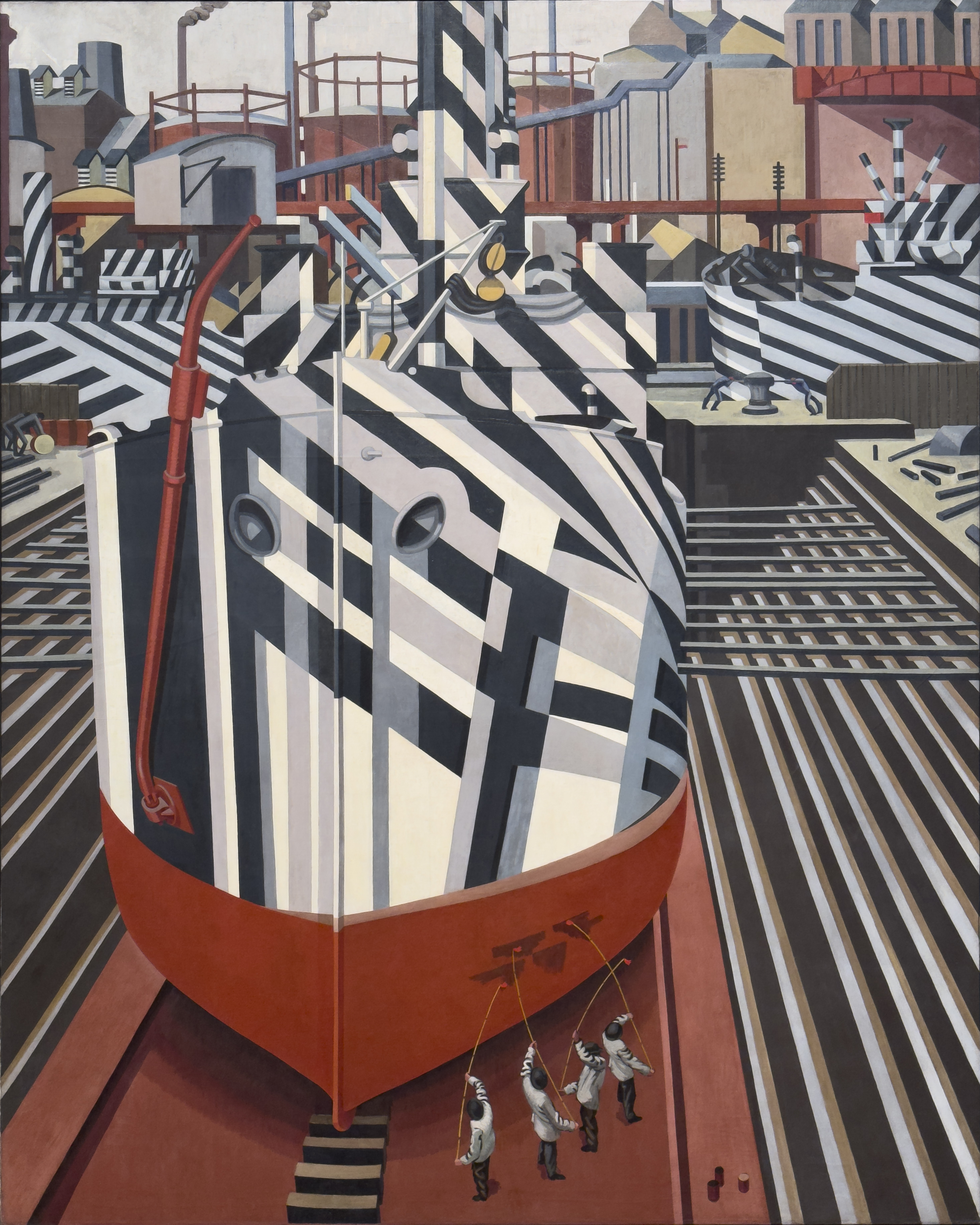
Edward Wadsworth, Kamuflované lodi v suchém doku v Liverpoolu, 1919
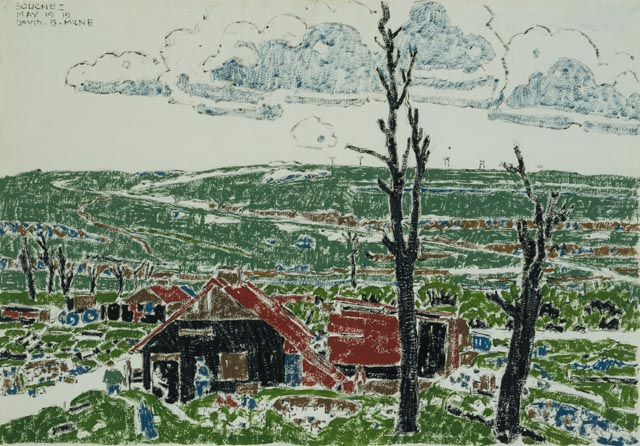
David Milne, Vimy Ridge od Souchezu, bufet mezi ruinami, 1919
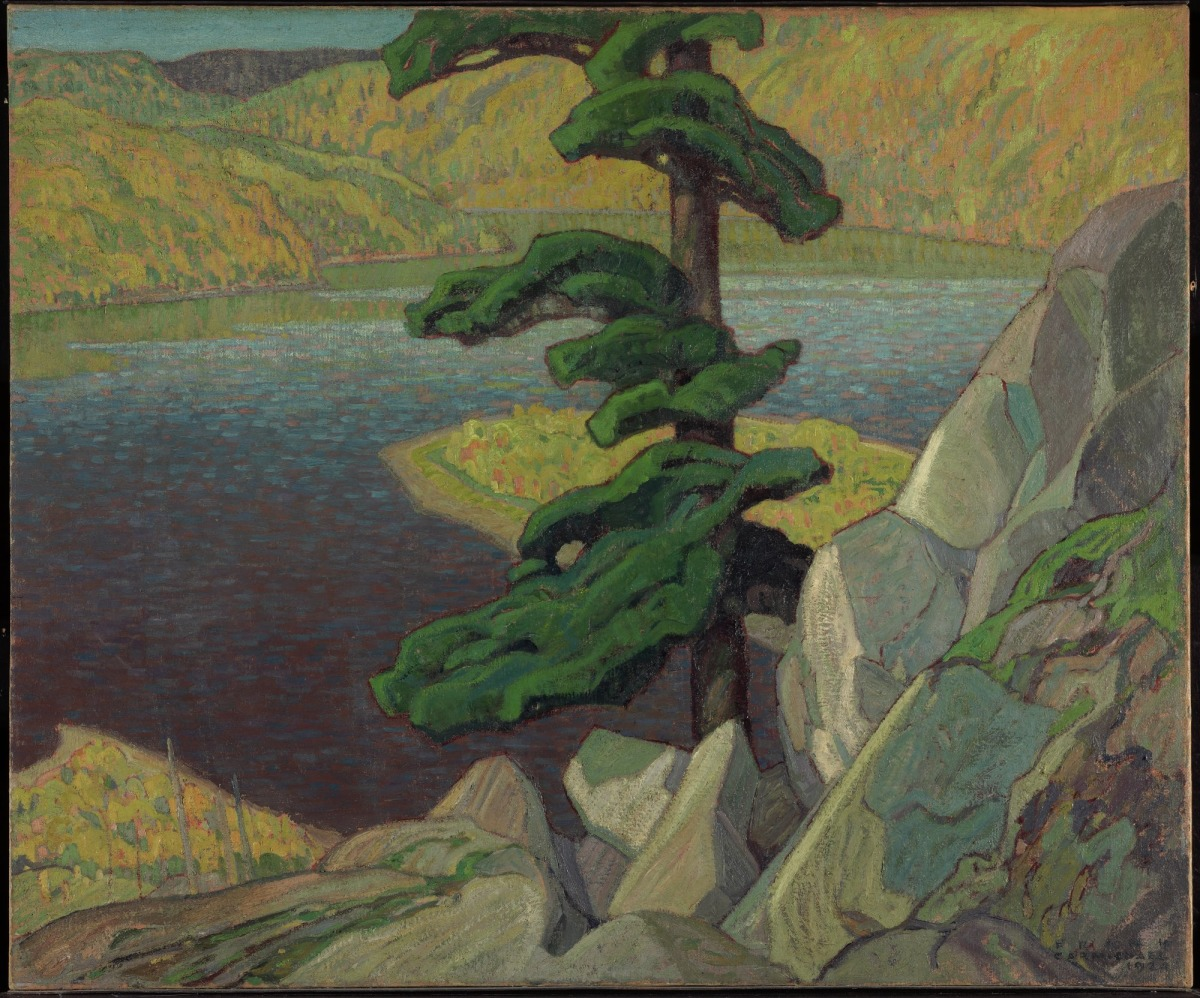
Franklin Carmichael, Horní Ottawa u Mattawy, 1924
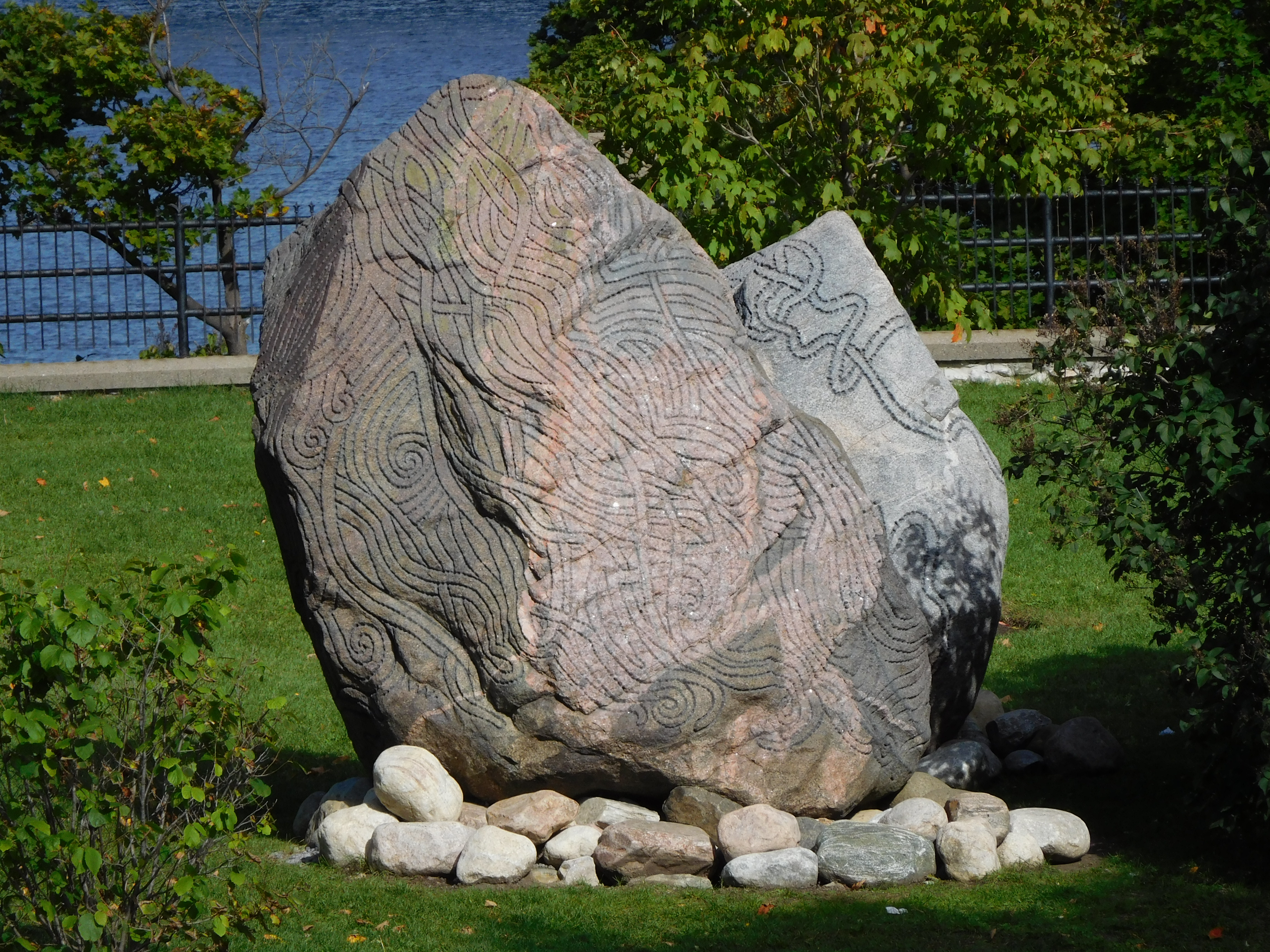
Bill Vazan, Černé hnízdo, 1989–91

### Evropská a americká sbírka

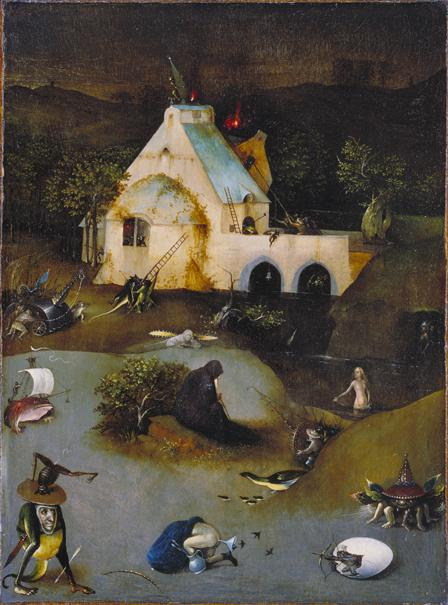
Hieronymus Bosch, Pokušení sv. Antonína, 1501–50
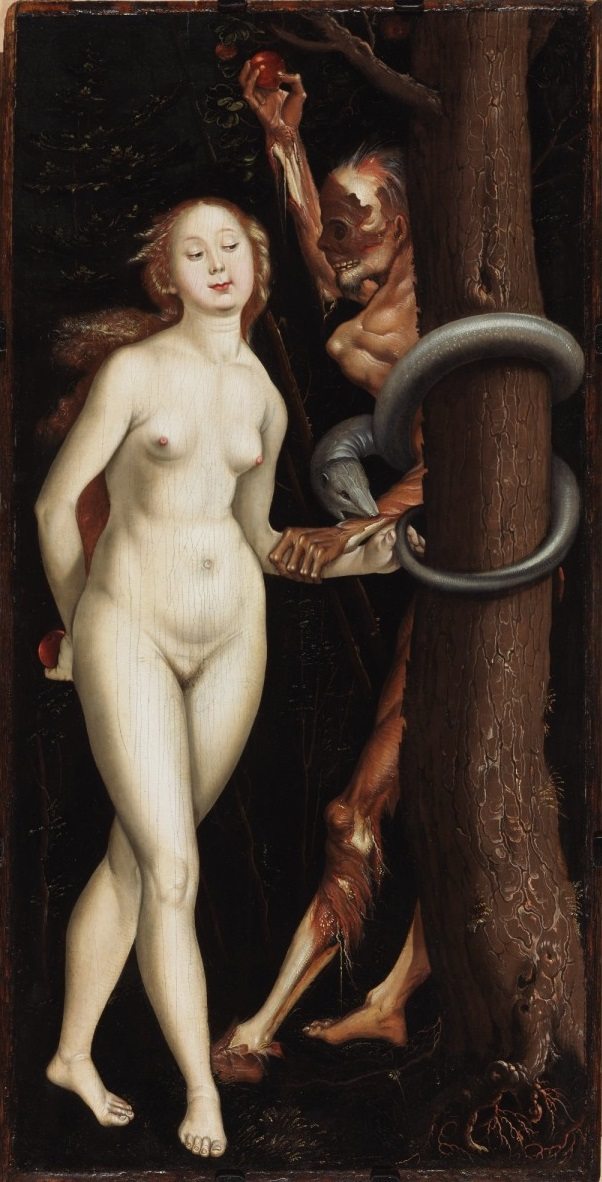
Hans Baldung, Eva, had a smrt, asi 1510–15
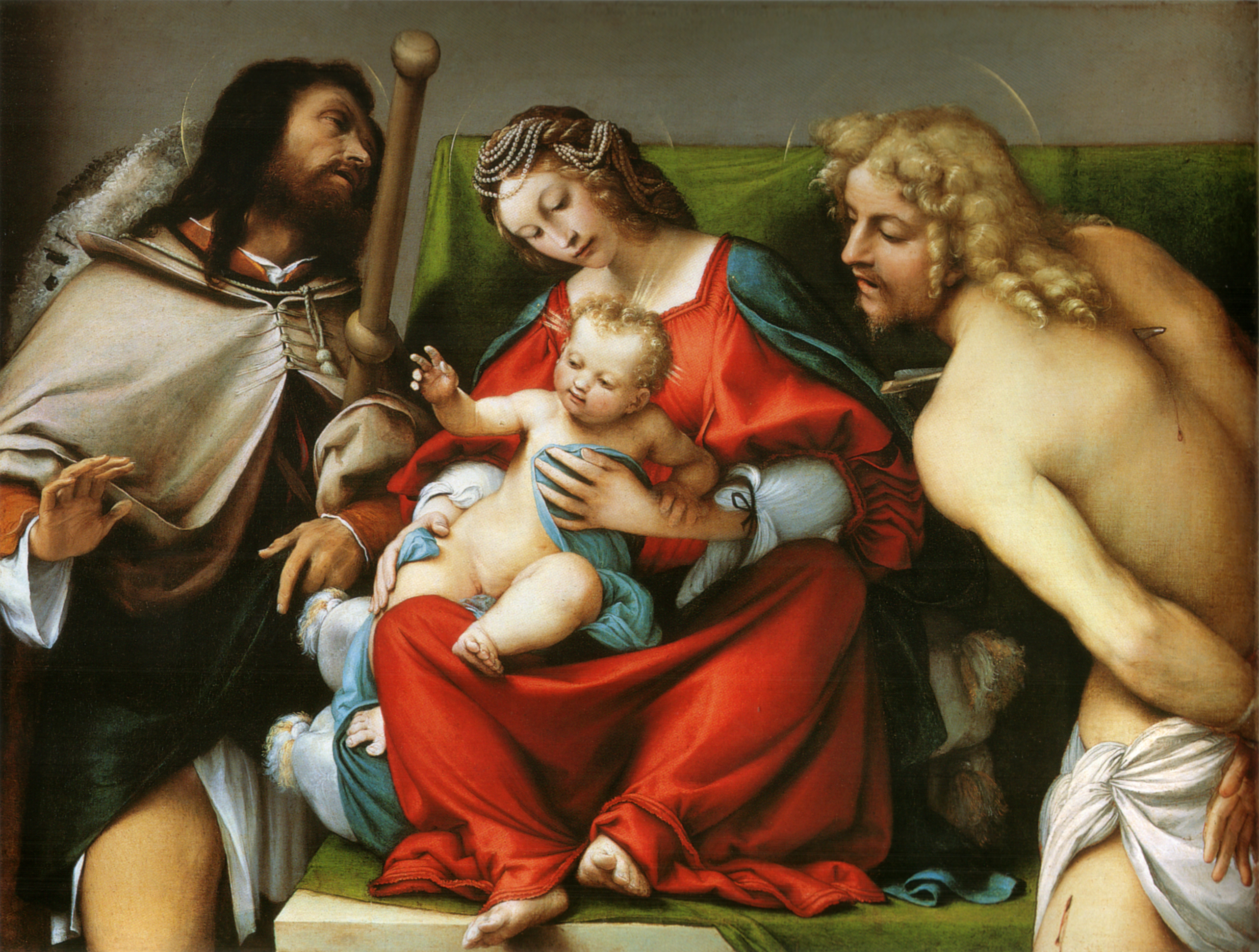
Lorenzo Lotto, Madona s Ježíškem, sv. Rochem a sv. Šebastiánem, asi 1518
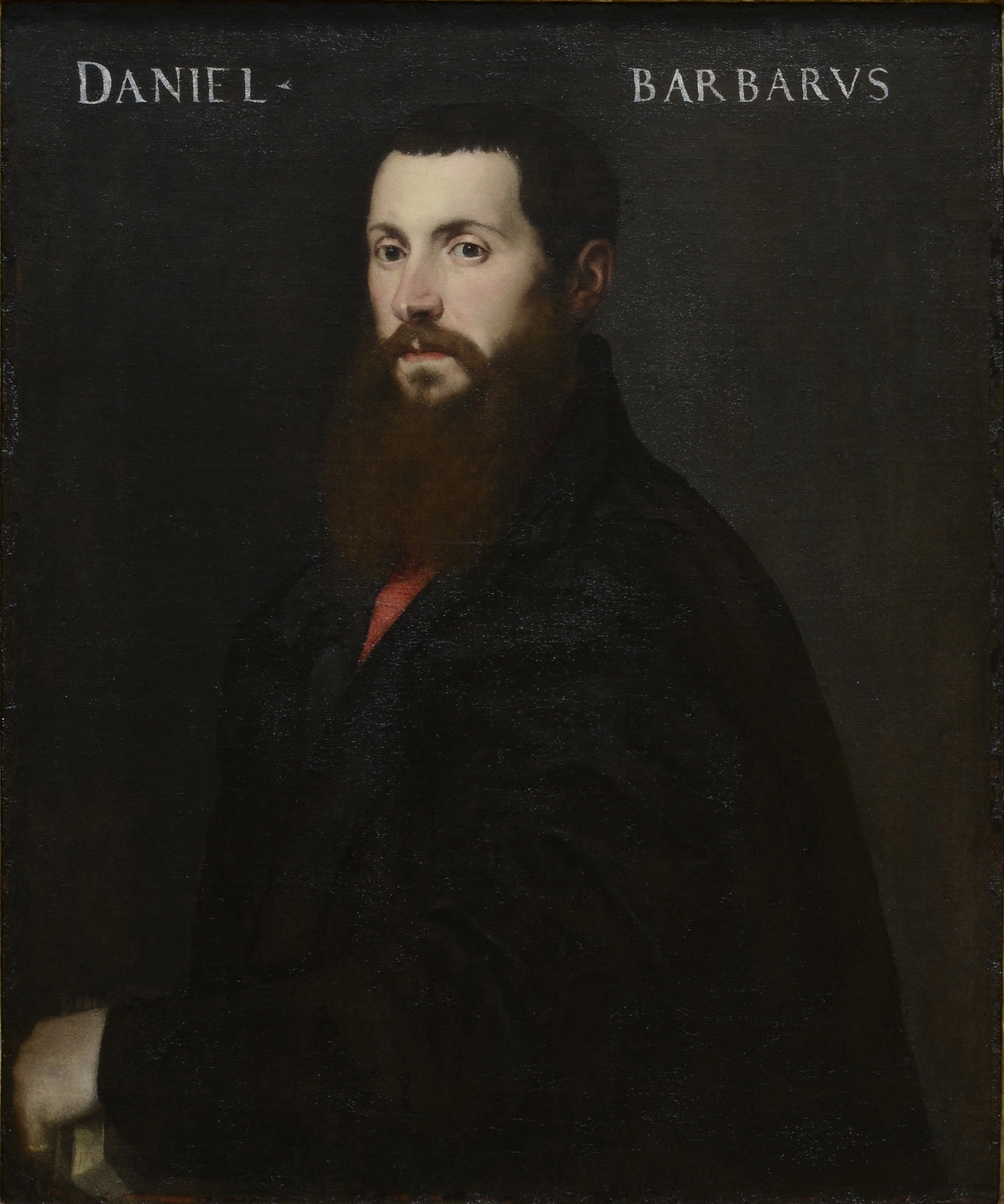
Tizian, Daniele Barbaro, 1545
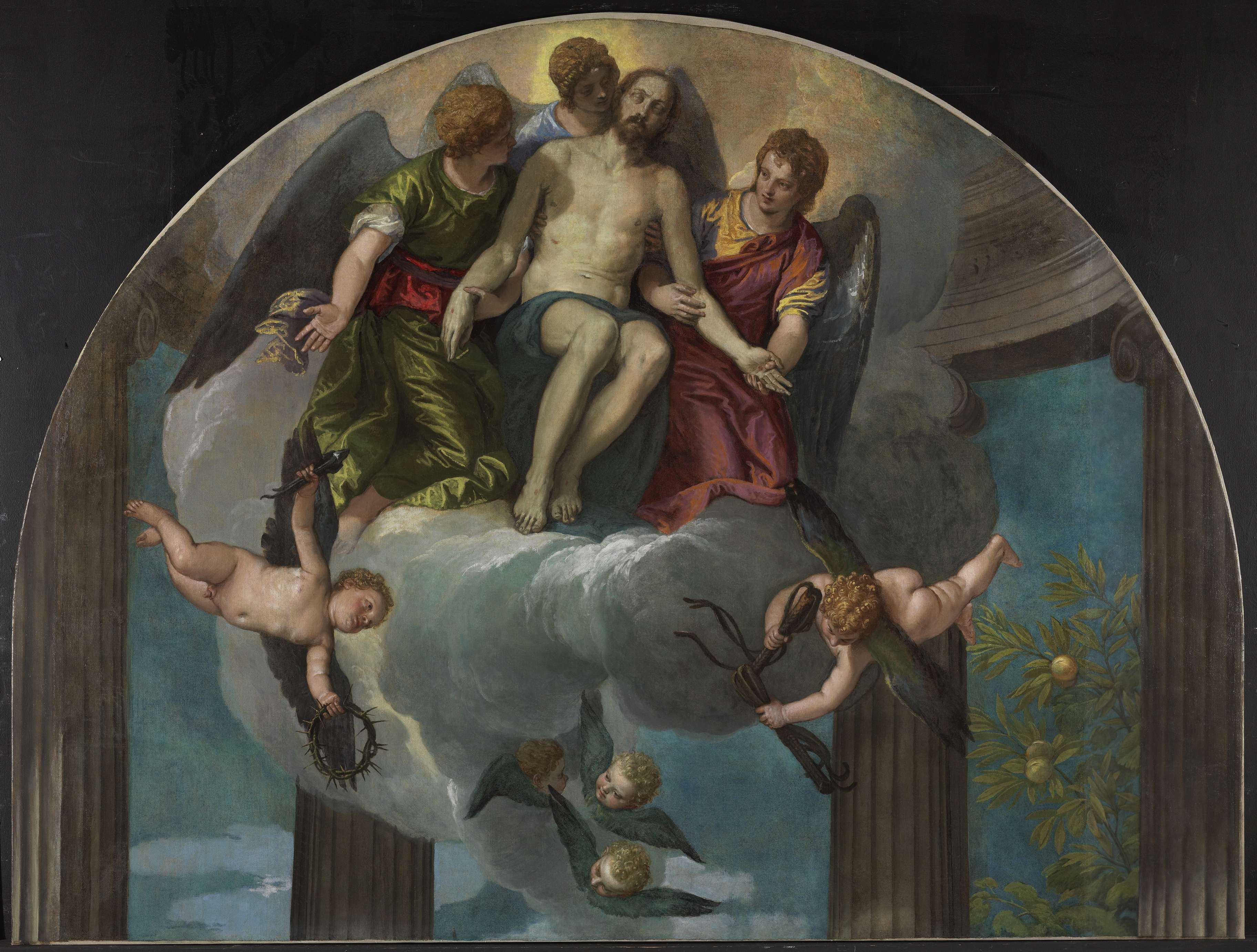
Paolo Veronese, Fragment oltáře: Mrtvý Kristus a andělé, asi 1563
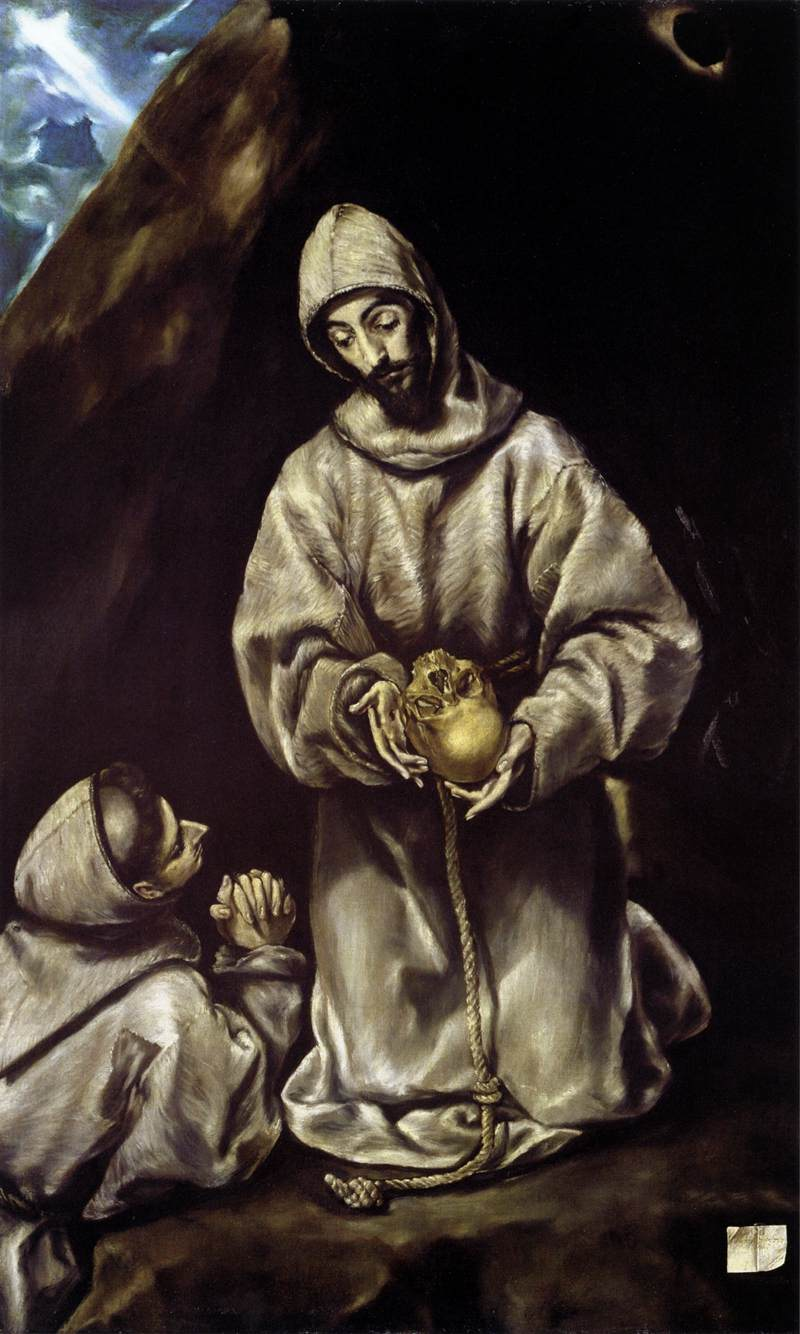
El Greco, Sv. František a bratr Lev rozjímají o smrti, asi 1600–05
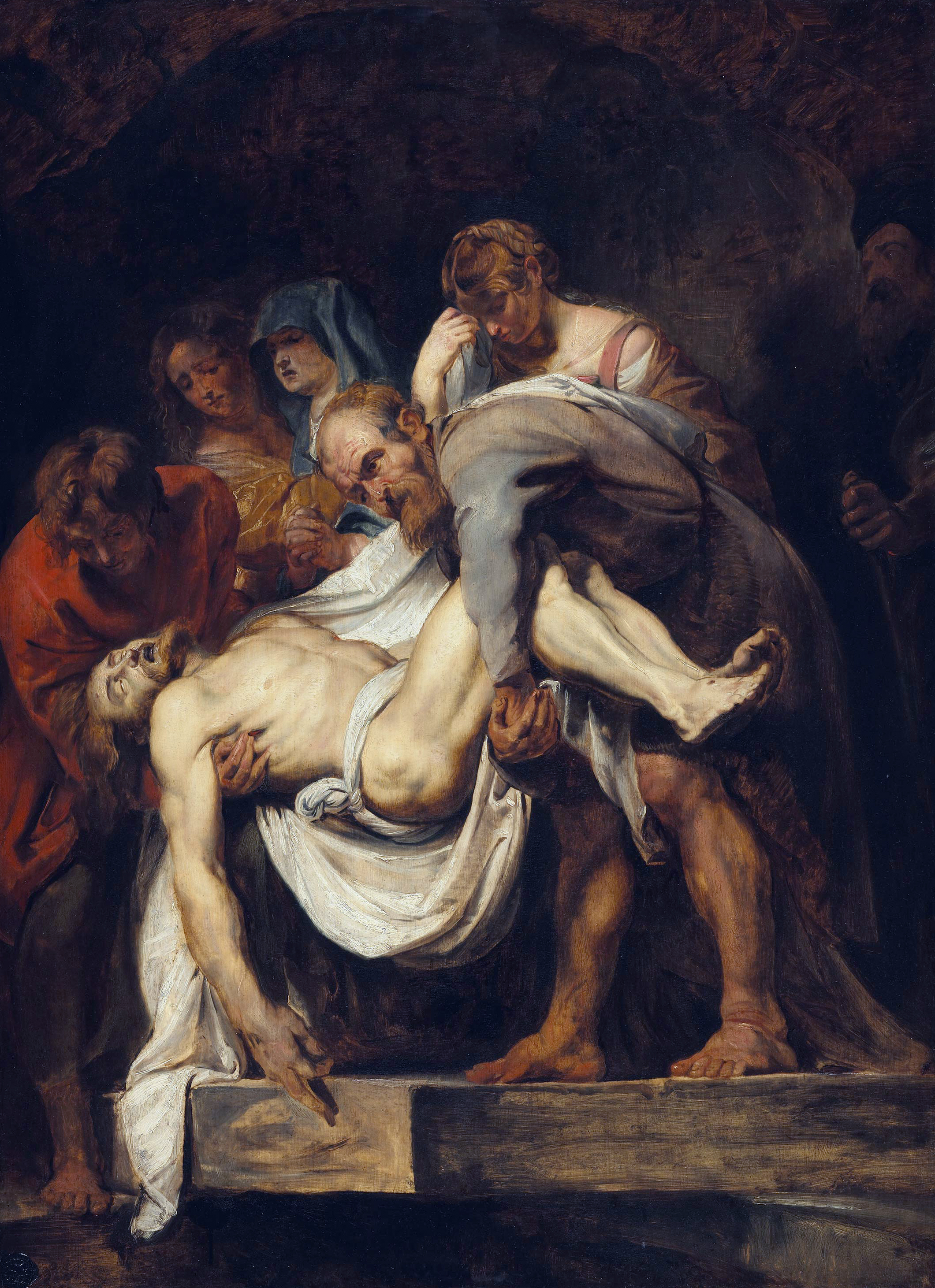
Peter Paul Rubens, Uložení do hrobu, asi 1612–15
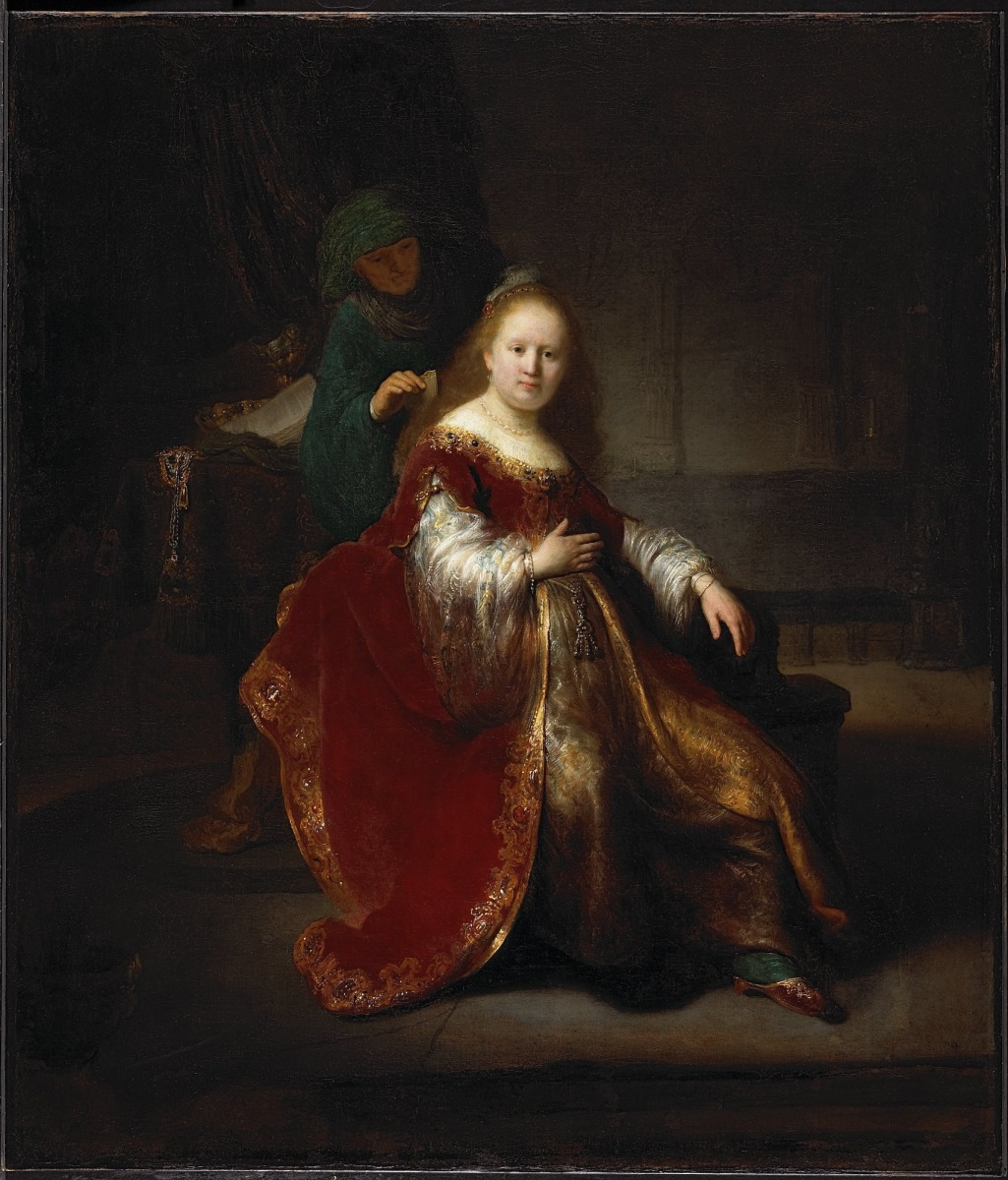
Rembrandt, Starozákonní hrdinka, 1632–33
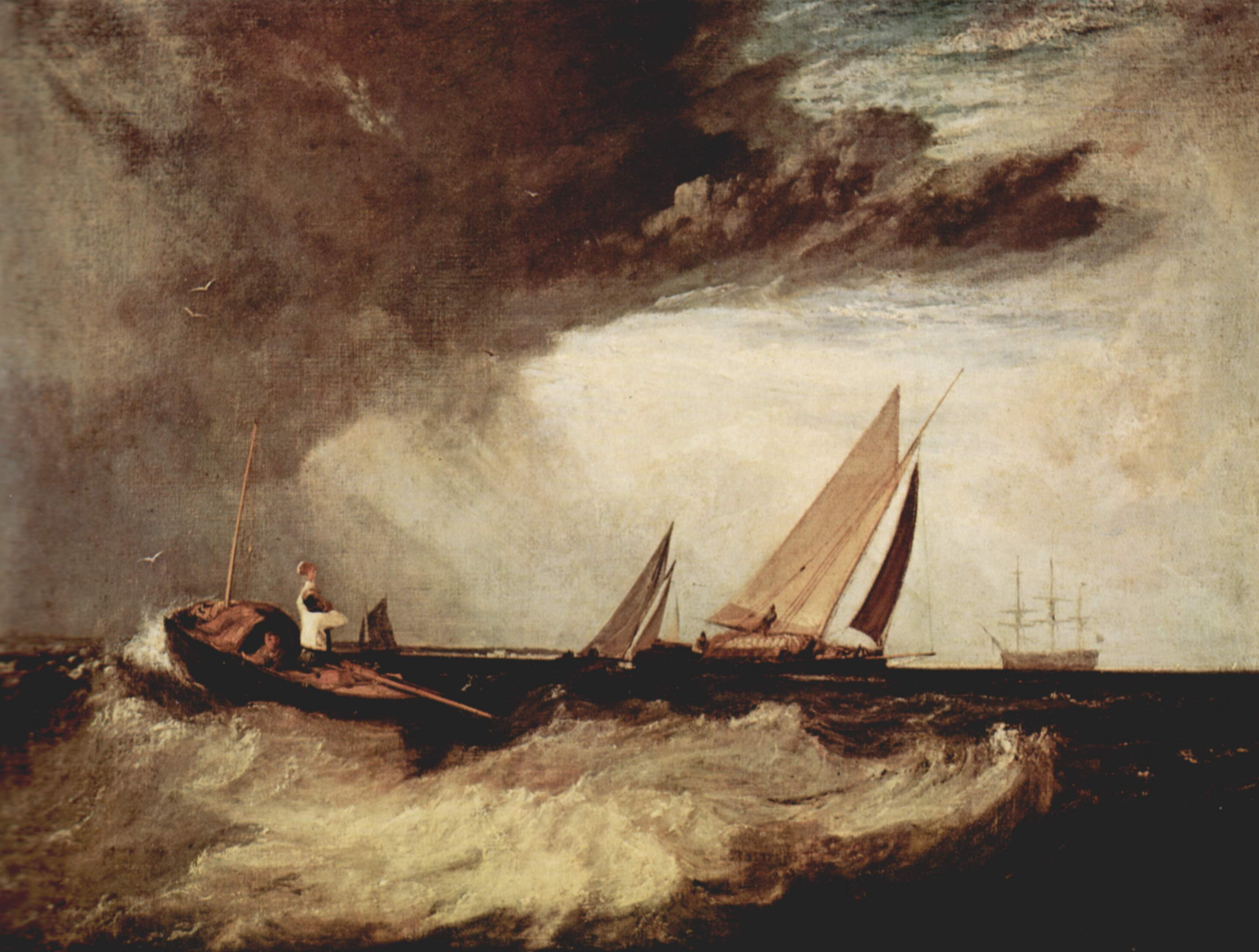
J. M. W. Turner, Rybář ze Shoeburyness zdraví loď z Whitstable, asi 1809
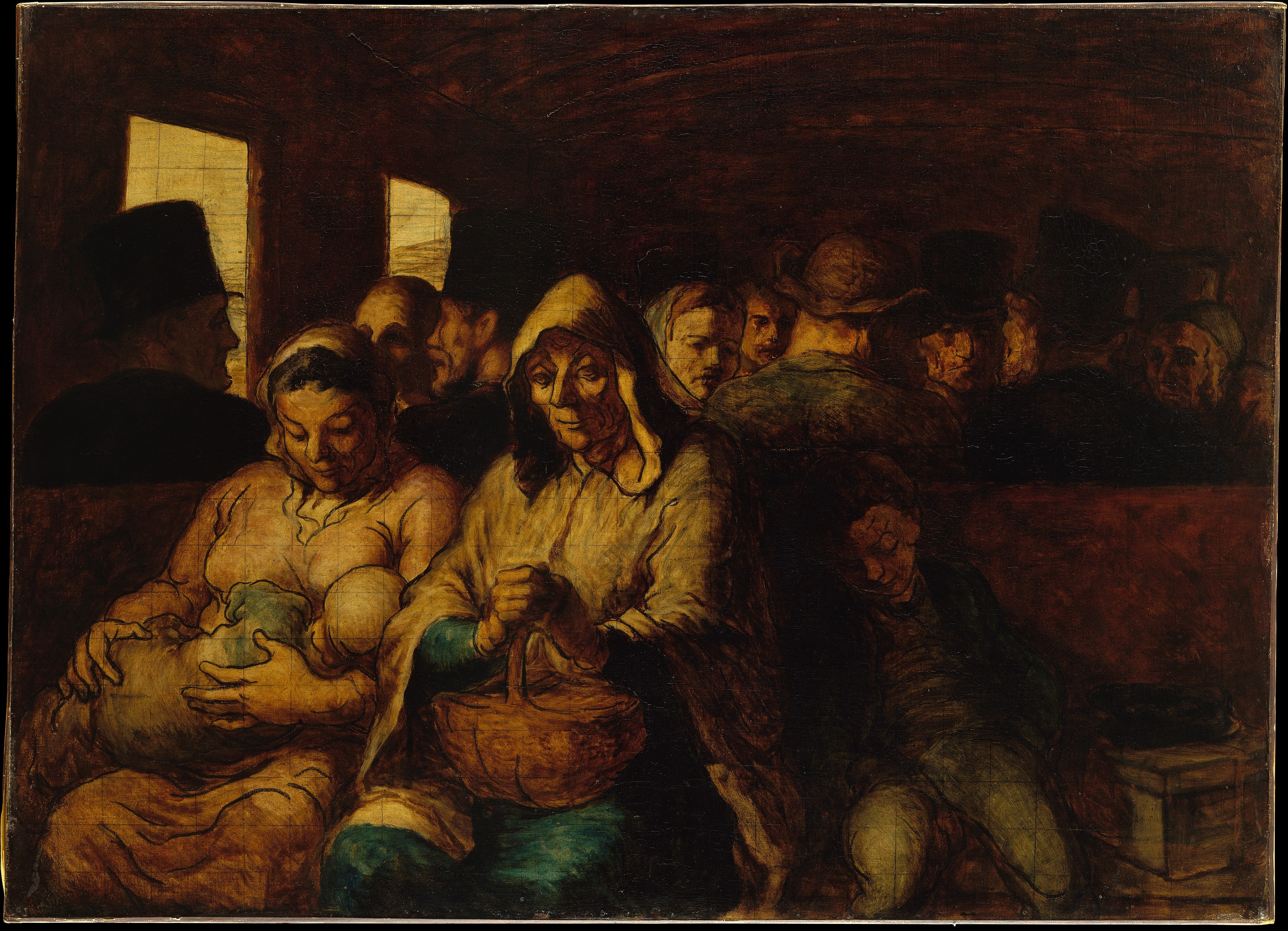
Honoré Daumier, Vůz třetí třídy, 1863–65
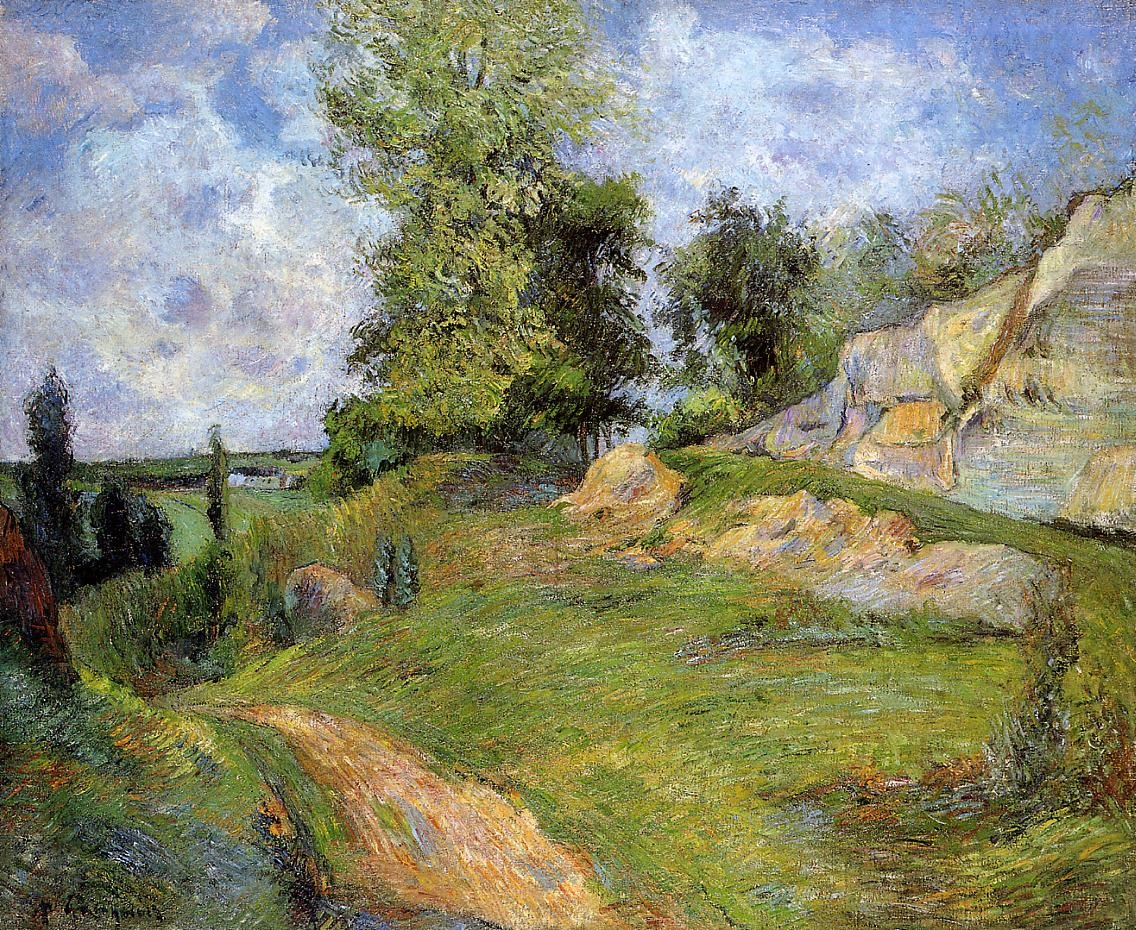
Paul Gauguin, Lomy v Le Chou poblíž Pontoise, 1882
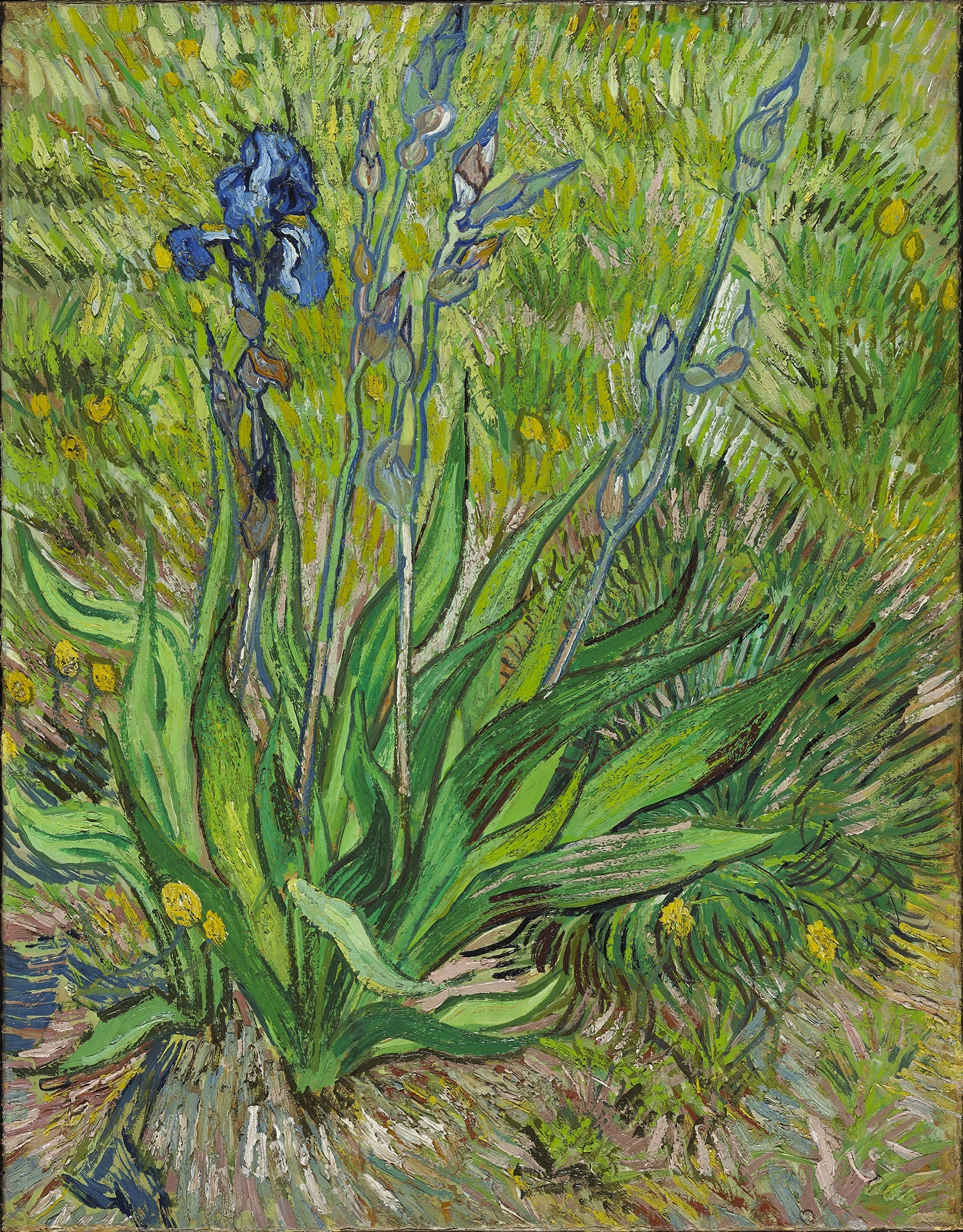
Vincent van Gogh, Kosatec, 1890
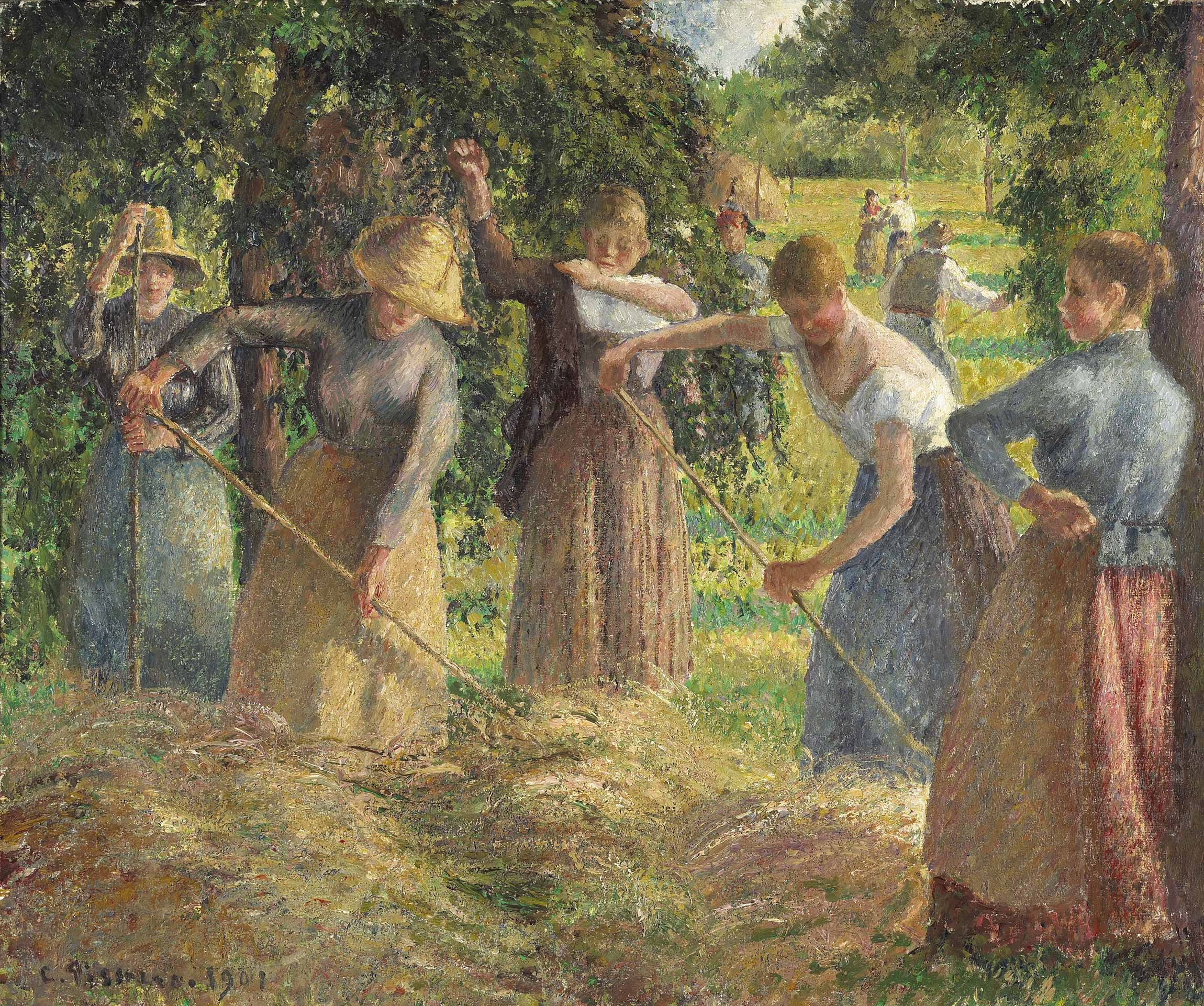
Camille Pissarro, Senoseč v Éragny, 1901
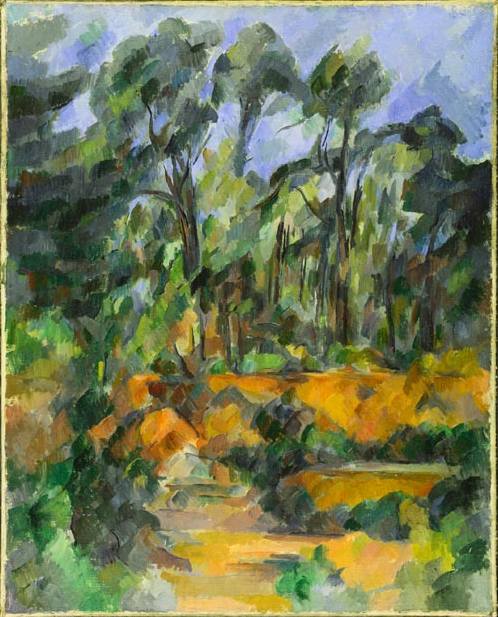
Paul Cézanne, Les, asi 1902–04
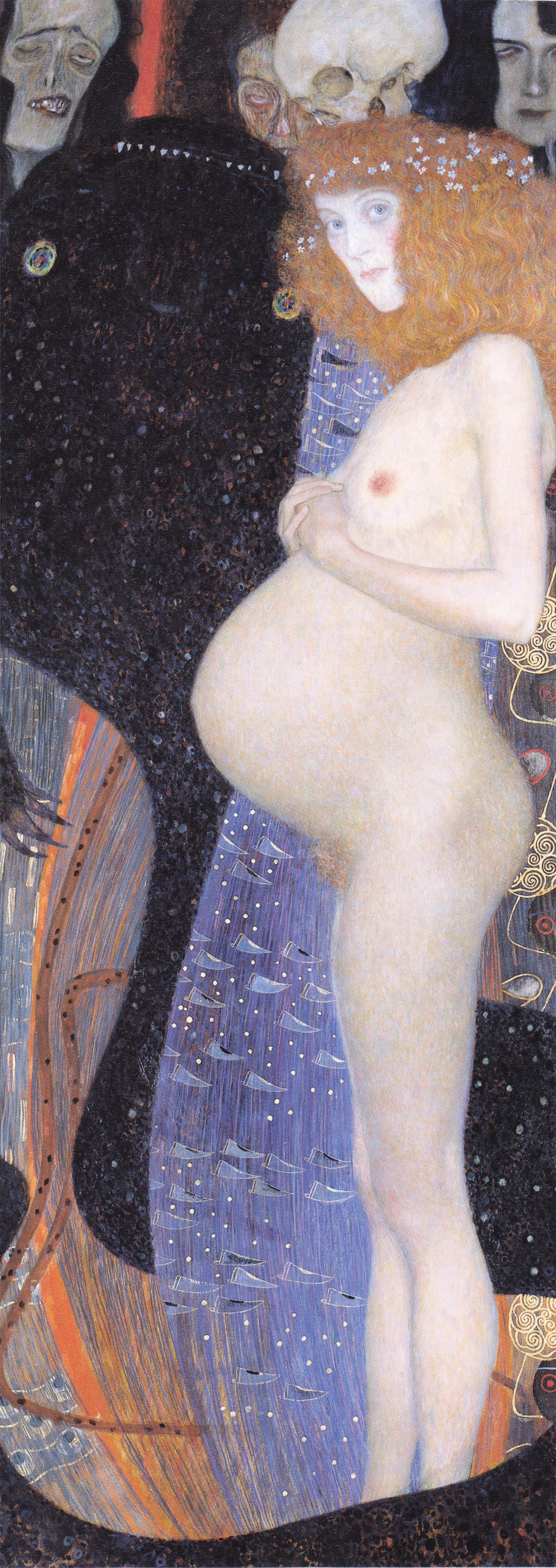
Gustav Klimt, Naděje I, 1903
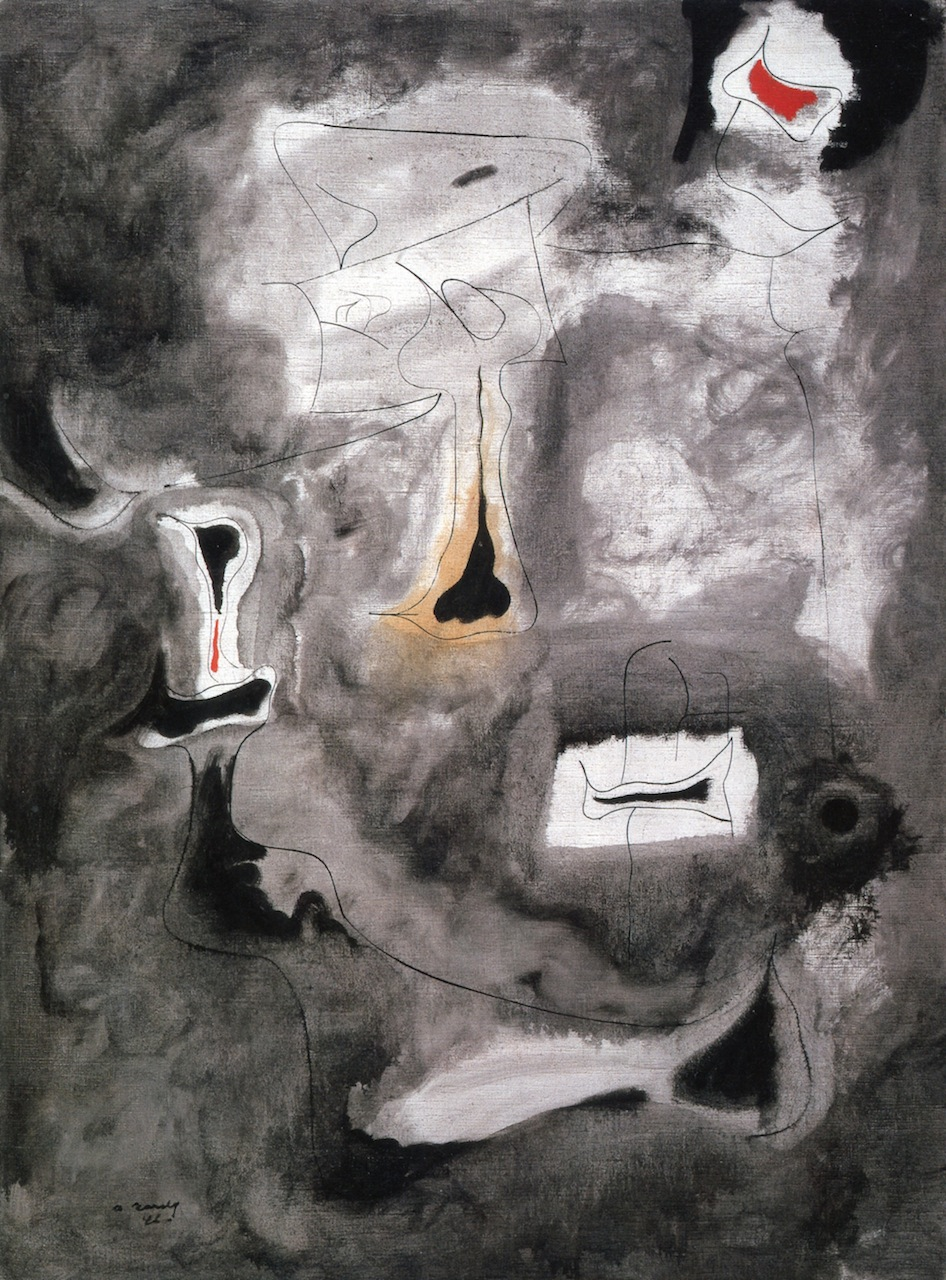
Arshile Gorky, Spálená milá II, 1946

### Grafika

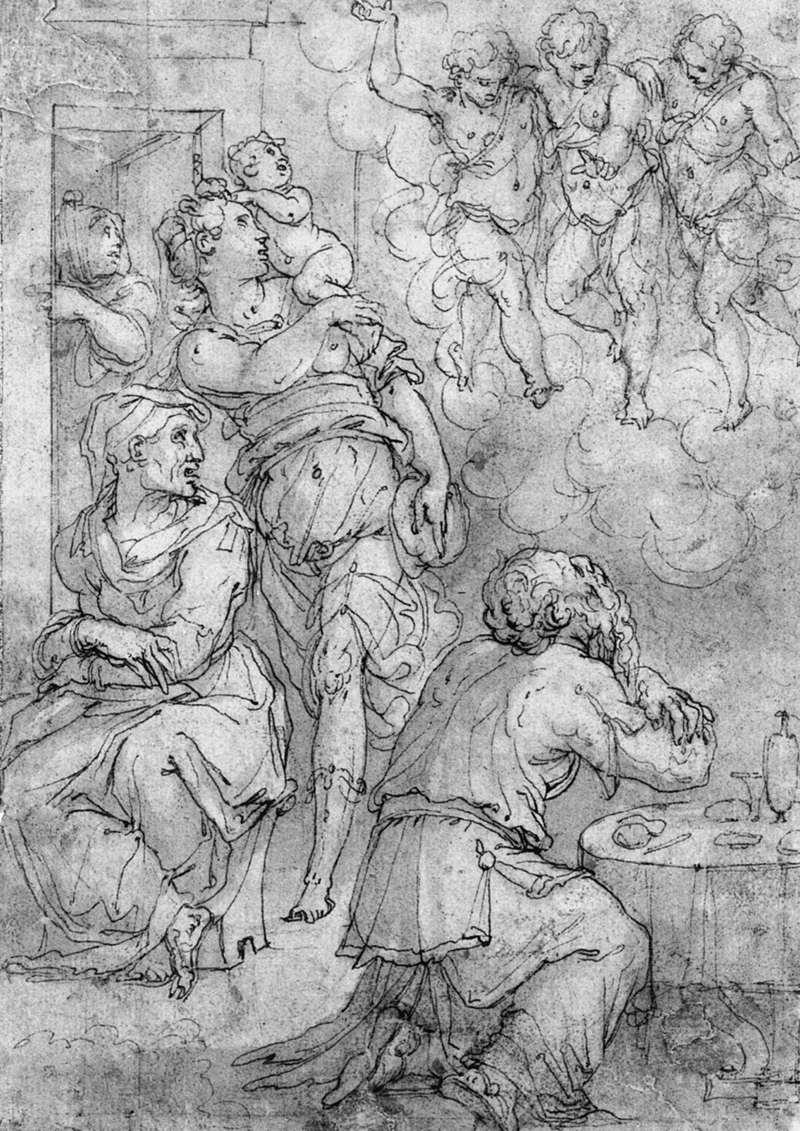
Giorgio Vasari, Abraham a tři andělé, 16. stol.
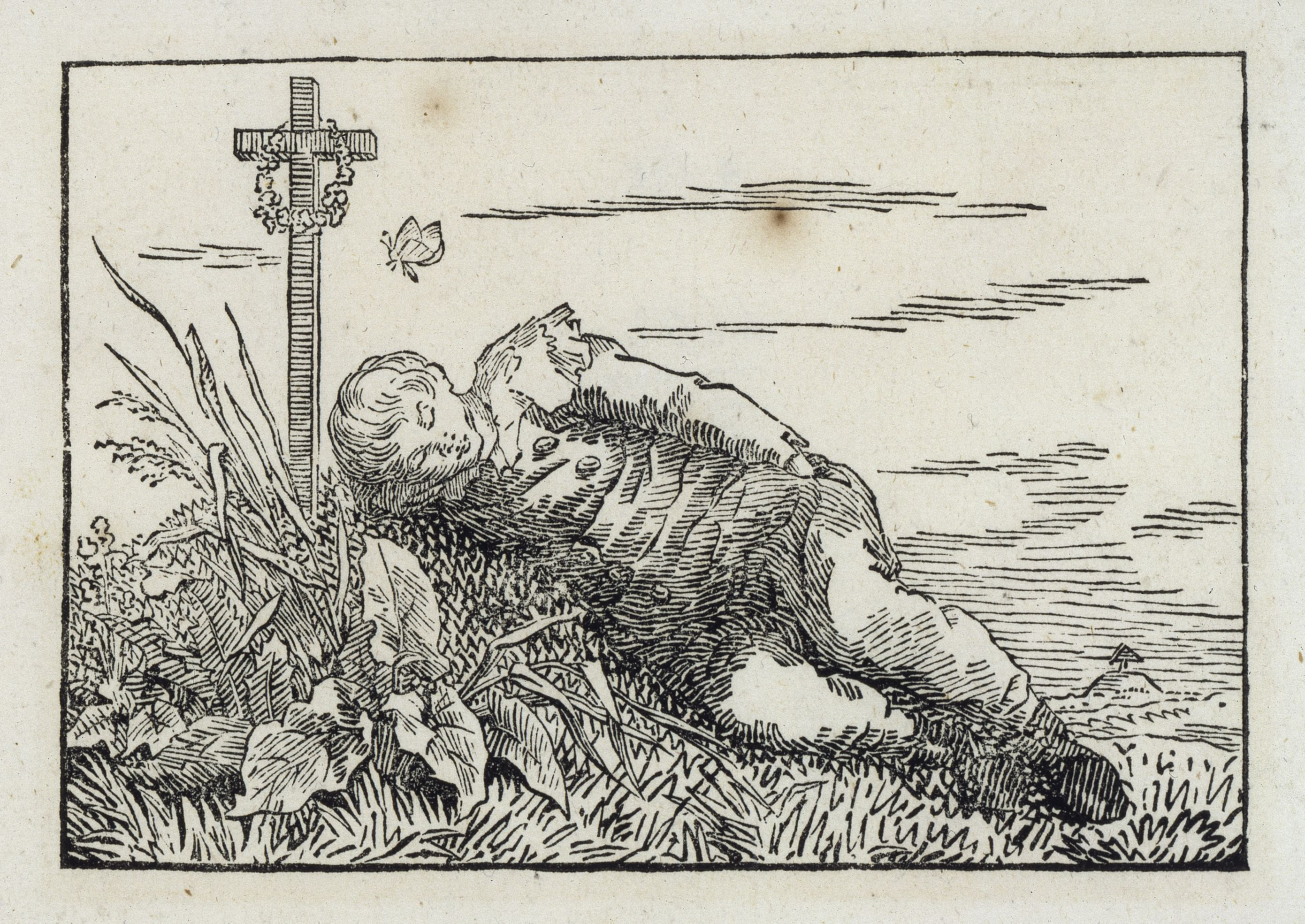
Caspar David Friedrich, Chlapec spící na hrobě, asi 1801–03
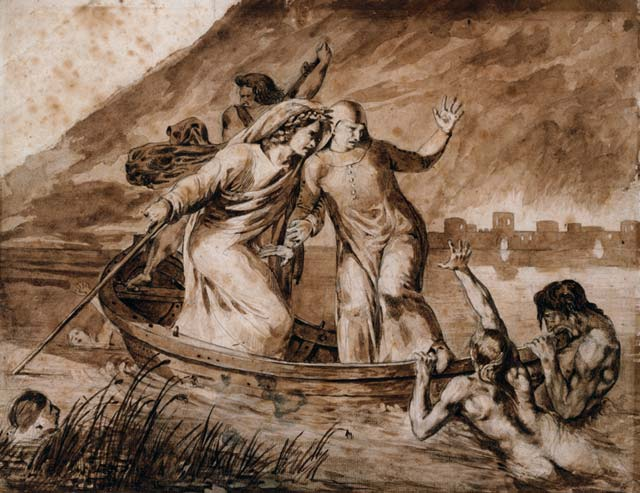
Eugène Delacroix, Dantova bárka, asi 1820
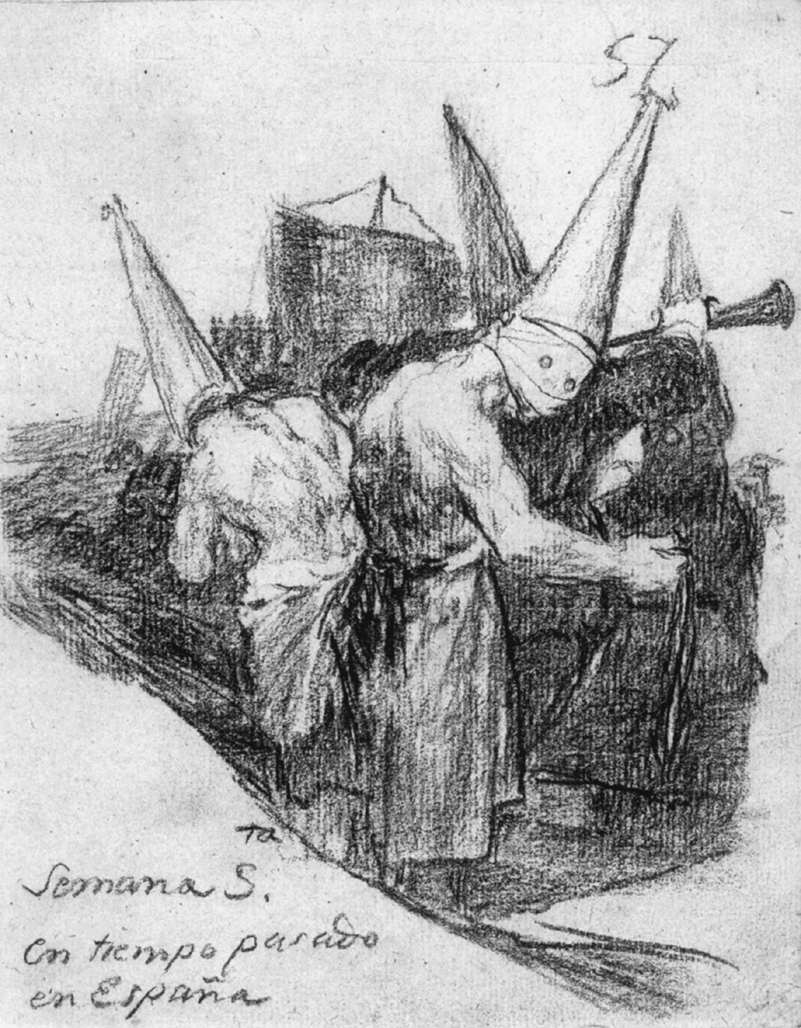
Francisco Goya, Svatý týden v dávném Španělsku, asi 1825
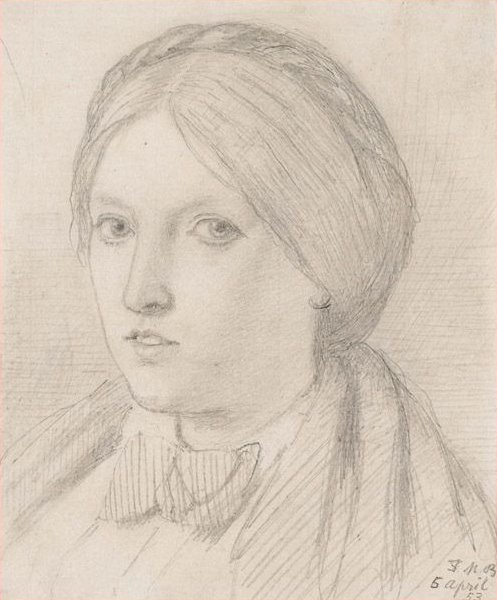
Ford Madox Brown, Emma Madox Brownová, 1853
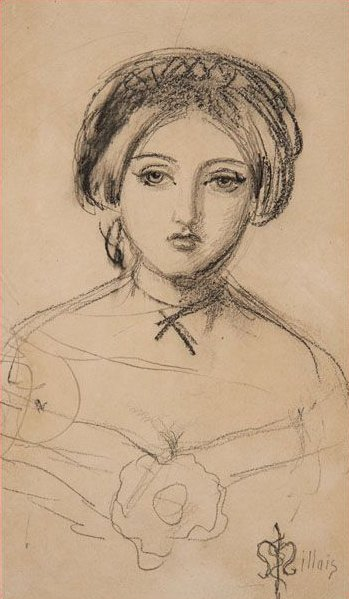
John Everett Millais, Effie Ruskinová, asi 1853
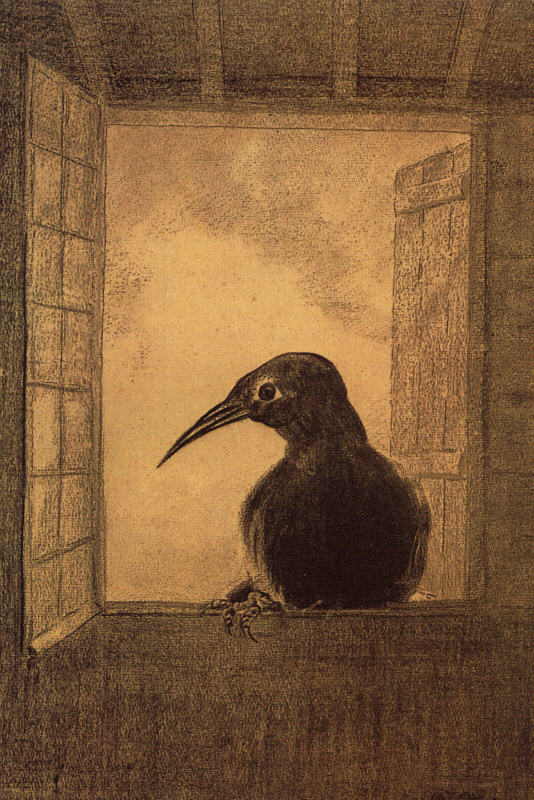
Odilon Redon, Havran, 1882
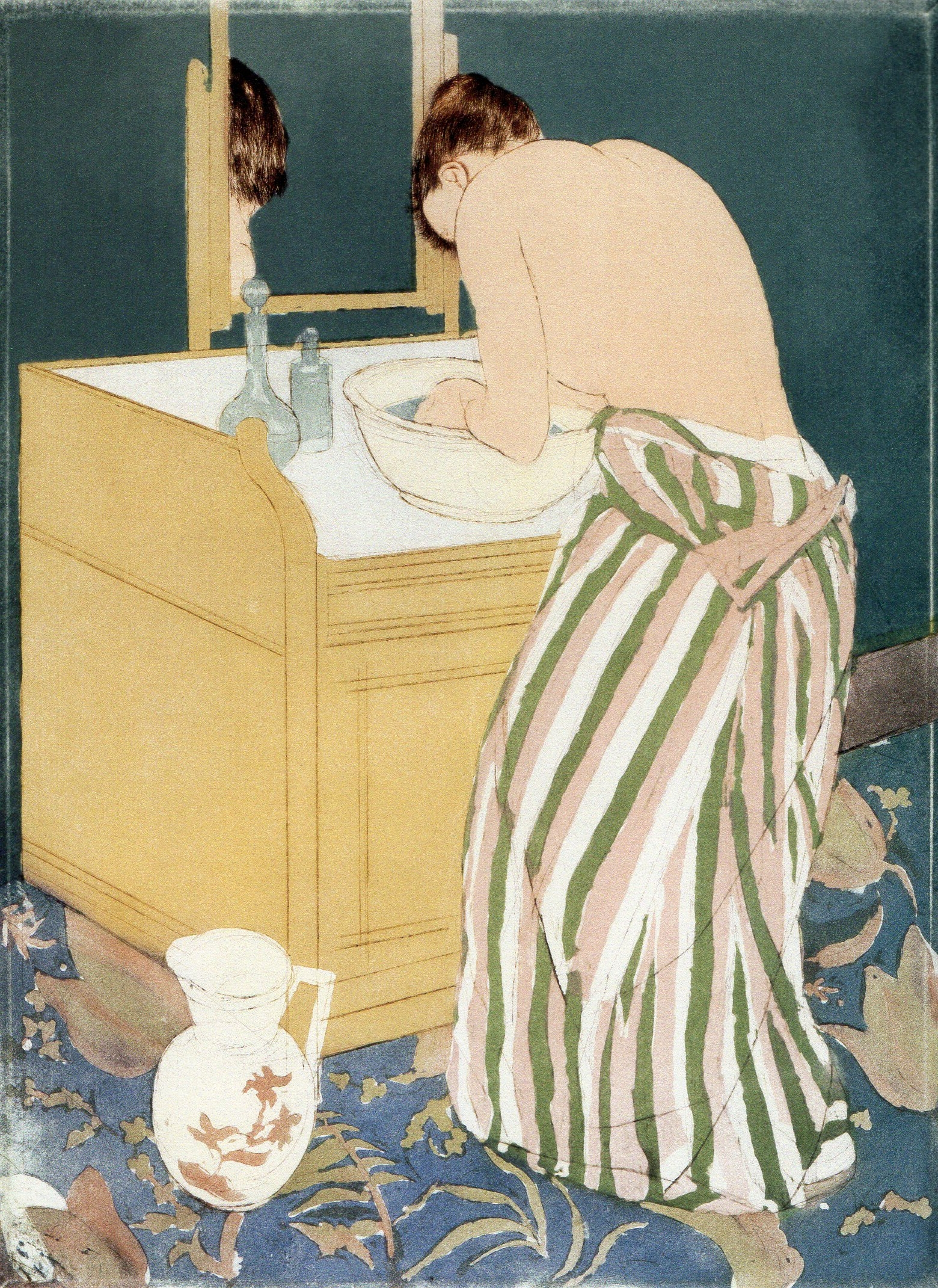
Mary Cassattová, Myjící se žena, asi 1890–1891